# Gabi Altweck
Gabriele „Gabi“ Altweck, verheiratete Prieler-Altweck  (* 11. Januar 1963 in München), ist eine deutsche ehemalige Radrennfahrerin.

## Sportlicher Werdegang
Bereits als Jugendliche trat Gabi Altweck bei den deutschen Meisterschaften an. Sie wurde 1980 Meisterin auf Bahn und Straße, danach 1981 Meisterin der Mädchen in der Verfolgung. In die Erwachsenenklasse gewechselt, wurde Gabi Altweck dann 1983 deutsche Meisterin in der Einerverfolgung, im Sprint belegte sie Platz drei. 1984 startete sie bei den Olympischen Spielen in Los Angeles im Straßenrennen und kam als 33. ins Ziel. Im selben Jahr wurde sie jeweils Dritte bei nationalen Meisterschaften in der Verfolgung auf der Bahn sowie im Straßenrennen. Von 1985 bis 1987 wurde Altweck dreimal deutsche Meisterin, zweimal im Sprint und einmal in der Verfolgung. 1991 wurde sie Zweite der nationalen Meisterschaft in der Verfolgung sowie Dritte im Punktefahren.

## Privates
Gabi Altweck ist die Tochter des Radrennfahrers Otto Altweck. Sie absolvierte eine Ausbildung zur Buchhalterin.